# Expeditors International
Expeditors International of Washington Inc., (NASDAQ: EXPD) è una compagnia di spedizioni internazionali di rilevanza mondiale, con sede a Seattle, Washington, USA.

## Storia
La società è stata fondata da Peter Rose a Seattle nel 1979. Nel 2005 disponeva di 226 uffici nel mondo con più di 11.000 dipendenti.
I servizi che offre sono lo sdoganamento e la spedizione merci, la consolidazione merci groupage, spedizioni via aereo e via mare, servizi di assicurazione, distribuzione e logistica.

## Informazioni finanziarie
Expeditors è stata quotata in borsa per la prima volta nel 1984. È entrata nel NASDAQ 100 nel 2002. Durante i primi anni come azienda quotata, ha riportato più di 50 milioni di dollari di fatturato e 2.1 milioni di dollari di utile; era al 477 posto nella classifica delle 500 migliori aziende di Fortune. Il fatturato lordo del 2006 ha superato i 4.6 miliardi di dollari.